# Floc
|  | Per altres significats vegeu Floc (desambiguació). |

Diferència entre un floc (verd) i un gènova (blau).

S'anomena floc la vela de tallant de forma triangular que va envergada a un estai de proa. El caient de proa s'enverga a l'estai mitjançant garrutxos, mosquetons o mitjançant un mecanisme enrotllador.
En els velers esportius moderns, hom pot distingir entre un floc i un gènova atenent la seva geometria i la seva superfície: un gènova té major superfície que un floc; d'altra banda, el floc té forma de triangle rectangle, mentre que un gènova la té més aviat de triangle isòsceles. Altrament, tant els flocs com els gènoves es classifiquen segons la superfície i el gramatge del material amb què estan confeccionats; així, hom distingeix els gènoves i flocs pesants, de menor superfície i més robustos (emprats quan els vents són forts) dels gènoves i flocs lleugers, de major superfície i menys robustos per a vents fluixos.

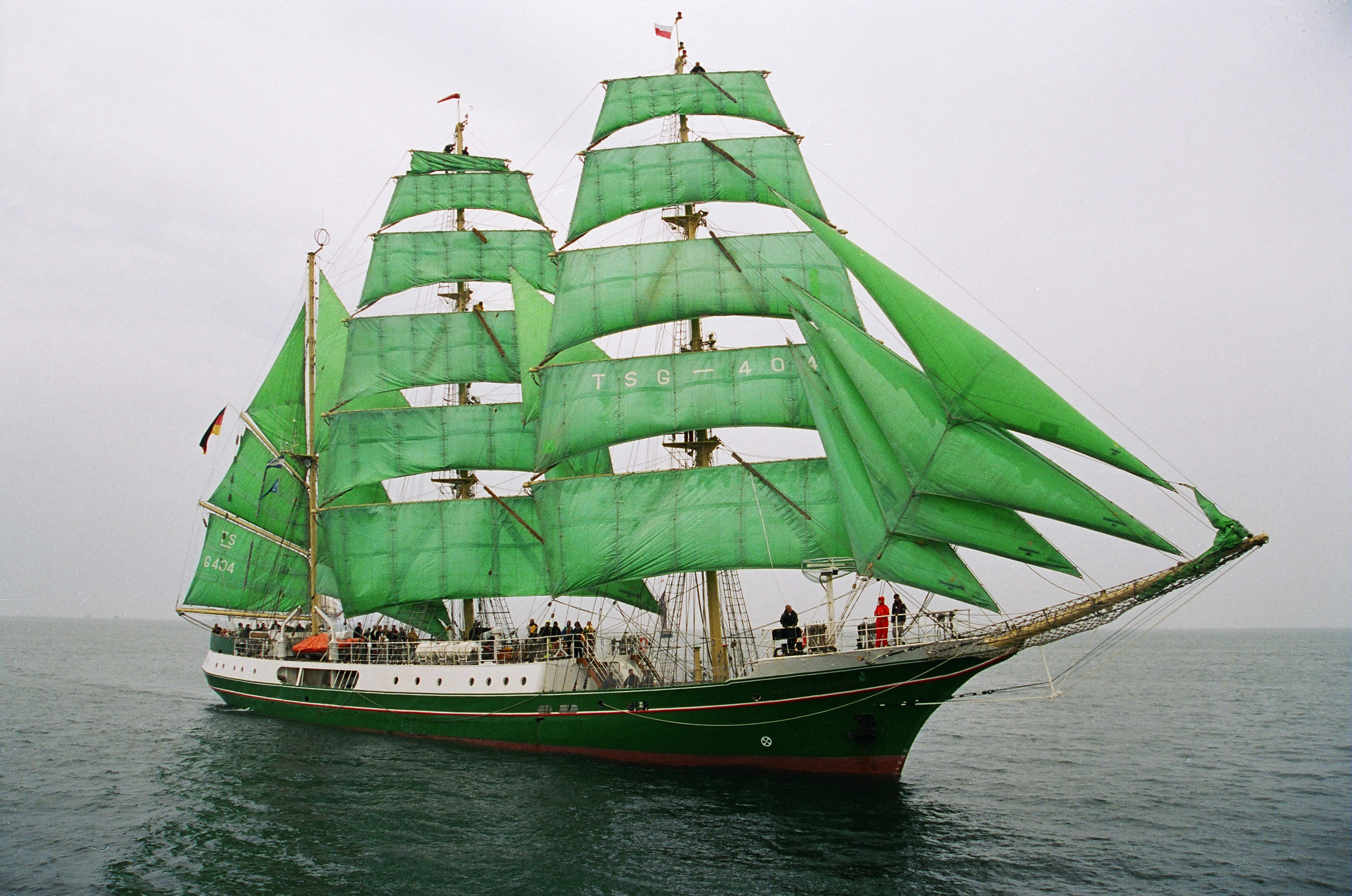
El bricbarca Alexander von Humboldt, amb 4 flocs desplegats i un cinquè collat al bauprès.

Els velers d'una certa portada (bricbarca, bergantí, pailebot, etc.) solen dur diversos flocs, que es fermen al bauprès o al botaló pel puny d'amura, i al trinquet pel puny de pena. En aquests casos cadascun dels flocs duu un nom diferent: floc volant, petifloc, floc, contrafloc i trinqueta.